# 波翅豆蔻
波翅豆蔻（学名：Amomum odontocarpum）为姜科豆蔻属下的一个种。

## 扩展阅读
- 維基物種上的相關：波翅豆蔻